# Stadtsteinach
Stadtsteinach è un comune tedesco di 3 421 abitanti, situato nel land della Baviera.